# Kaiya
Kaiya là một chi nhện trong họ Gradungulidae.